# Tiago Fernandes
Tiago Fernandes (* 29. ledna 1993) je brazilský profesionální tenisový hráč. Na žebříčku juniorů v roce 2010 mu patřilo 1. místo. Jeho trenéři jsou Larri Passos a trojnásobný vítěz Roland Garros Gustavo Kuerten.
Fernandes vyhrál v roce 2010 Australian Open juniorů, když ve finále porazil Australana Seana Bermana.